# Pleasant Hills (Pensilvania)
Pleasant Hills es un borough ubicado en el condado de Allegheny en el estado estadounidense de Pensilvania. En el año 2000 tenía una población de 8.397 habitantes y una densidad poblacional de 1,200.8 personas por km².

## Geografía
Pleasant Hills se encuentra ubicado en las coordenadas 40°19′56″N 79°57′38″O / 40.33222, -79.96056.

## Demografía
Según la Oficina del Censo en 2000 los ingresos medios por hogar en la localidad eran de $50,289 y los ingresos medios por familia eran $60,752. Los hombres tenían unos ingresos medios de $44,300 frente a los $31,881 para las mujeres. La renta per cápita para la localidad era de $25,083. Alrededor del 3.6% de la población estaba por debajo del umbral de pobreza.